# オー!マイレディ
『オー!マイレディ』は、2010年3月22日から5月11日まで韓国SBSにて放送されたテレビドラマ。全16話。
日本では、アジアドラマチックTVにて2011年4月2日から4月17日まで毎週土曜日曜の12時00分 - 13時13分、14時00分 - 15時13分、16時00分 - 17時13分の一挙3話で放送された。地上波では、フジテレビ韓流α枠にて2011年4月12日から4月28日まで毎週月曜から金曜の14時07分 - 15時00分に放送された。

## あらすじ
ソン・ミヌ（チェ・シウォン）は
人気絶頂のイケメンスター。
しかし、演技が下手な大根役者。 
そのミヌのところに、家政婦として派遣され
やって来たのがバツイチ子持ちのおばさん、
ユン・ゲファ（チェリム）。
ゲファは有名人の家とは知らず仕事をしていたが、そこに本人が帰宅し驚く。
ところが仕事の途中で娘から急を要する電話が入り自宅に戻る。
自宅門の前には、荷物と共に娘が立っていた。家賃の滞納で家を追い出されてしまったのだ。
どうにもならなくなったゲファは、元夫に頼み込んで娘を預かってもらうことにする。
ある日、そんなゲファに会社面接の情報がもたらされる。
しかし紹介されたミュージカル制作会社に行ってみると、就職支援センターの手違いでゲファが誤って紹介された様子だった。
しかしゲファは必死に雇って欲しいと頼む。
そんな中、ミュージカル制作会社の次回作品にソン・ミヌのキャスティングを考えている事を知ったゲファは、彼と知り合いだと社長に豪語する。
それを聞いた社長のユ・シジュン（イ・ ヒョヌ）は、ゲファに「ミヌを連れてきたら、採用しよう」と話すのだが…。
離婚に失業、人生何をやってもうまく行かないで苦しい状況のゲファが、ひょんな事から出会った超生意気な韓国スター。
やがて二人には化学反応が起きていく！
日本にも通じる出口の見えない韓国社会の閉塞中で、なんとか頑張って子育てと豊かな人生を送ろうと必死に生きる人間の姿を生き生きと描くドラマである。

## キャスト
- ユン・ゲファ：チェリム
- ソン・ミヌ：チェ・シウォン
- ユ・シジュン：イ・ヒョヌ（ミュージカル制作会社ザ・ショー・カンパニー代表）
- イ・ボクニム：ユ・ソジン（ゲファの友人）
- ホン・ユラ：パク・ハンビョル（ファッションブランドマーケティングチーム チーム長：ミヌの初恋相手）
- ハン・ジョンア：ムン・ジョンヒ（ミュージカル振付師：シジュンの妻）
- キム・ビョンハク：ユ・テウン（ゲファの元夫)
- キム・ミンジ：パン・ジュンソ（ゲファの娘）
- チェ・テグ：ホ・ジュンソク（ミヌの友人）
- イェウン：キム・ユビン（ミヌの娘）
- チョン・ユンソク：キム・ヒウォン（ミヌのマネージャー）
- ハン・ミングァン：キム・グァンギュ（週刊誌記者）
- オ・ジェヒ：ファン・ヒョウン（ザ・ショー・カンパニー企画制作チーム長）
- キム・ジノ：ホン・ジョンヒョン（ザ・ショー・カンパニー財務会計長）
- オム・デヨン：イ・デヨン（ミュージカル制作会社ビックドラゴンエンター代表）
- 共演女優：チョン・ヘジン※第1話特別出演

## スタッフ
- 演出：パク・ヨンス
- 脚本：ク・ソンギョン